# Сертолово
Сертолово (на руски: Сертолово; на фински: Sierattala) е град в Русия, разположен във Всеволожки район, Ленинградска област. Населението на града към януари 2018 година е 52 535 души.